# Aanval op het Amerikaanse consulaat in Benghazi in september 2012
De aanval op het Amerikaans consulaat in Benghazi in Libië vond plaats in de nacht van 11 september op 12 september 2012 door een gewapende groep islamitische radicalen. Bij de aanval verloren vier Amerikanen het leven, onder wie de Amerikaanse ambassadeur Christopher Stevens.

## Aanval
Stevens was in Benghazi vanwege plannen om het lokale ziekenhuis te verbeteren en de mogelijkheden te onderzoeken voor de vestiging van een cultureel centrum. Om 21.40 hoorden veiligheidsagenten harde geluiden bij de poort van de compound: er werd geschoten en er klonk een explosie. Een groep van 125 tot 150 gewapende mannen drong het terrein binnen. Stevens werd direct van zijn bed gelicht en samen met Sean Smith, een inlichtingenambtenaar, door een Amerikaanse veiligheidsagent naar het afgesloten gedeelte in het consulaat gebracht. Hier waren de deuren van binnen gebarricadeerd, hadden alle ramen tralies en was er ook een ruimte zonder ramen. Andere Amerikaanse agenten probeerden de villa ook te betreden, maar werden tegengehouden door de gewapende mannen en waren gedwongen zich terug te trekken in een ander gebouw op de compound.
De aanvallers trokken de donkere villa in en probeerden het beveiligde deel binnen te komen, maar dat lukte hen niet. Ze hadden jerrycans met diesel bij zich, en sprenkelden dat over het meubilair. Daarna staken ze de boel in brand. Het gebouw vulde zich met rook en dampen en de lucht was zwart. Stevens, Smith en de agent gingen naar de badkamer binnen het beveiligde gedeelte en openden een raam, maar kregen niet genoeg frisse lucht. Ze besloten via een van de slaapkamers naar buiten te gaan. Daar werd geschoten, er was rook en er klonken explosies.
De agent, die niet met naam genoemd is, kon bijna geen adem meer halen. Hij verliet de villa volgens protocol als eerste, om te kijken of de kust veilig was, maar toen hij terugkeerde, zag hij de andere twee niet meer. Hij ging de villa meerdere keren in, en riep over de radio de hulp van de anderen in voordat hij zelf instortte. Toen zij Smith vonden was hij inmiddels overleden aan de gevolgen van rookvergiftiging. Rond 1 uur 's nachts vond de lokale bevolking ambassadeur Stevens. Zij brachten hem naar het ziekenhuis. Daar kreeg hij 90 minuten lang CPR toegediend, maar tevergeefs. Stevens overleed ook aan de gevolgen van rookvergiftiging.
Om vier uur 's nachts arriveerden Libische regeringstroepen samen met versterkingen van de CIA, die op het vliegveld van Benghazi waren geland, bij het complex. Terwijl zij bezig waren de achtergebleven Amerikanen, 32 in totaal, te evacueren vond er een mortierbeschieting plaats. Daarbij verloren Glen Doherty en Tyrone Woods, twee Amerikaanse beveiligers, het leven.

## Nasleep

### Daders
De islamitische groep Ansar al-Sharia was verantwoordelijk voor de aanslag. In oktober 2012 pakte Turkije de Tunesiër Ali Harzi op vanwege zijn vermeende betrokkenheid bij de aanslag. Zij leverden hem uit aan Tunesië, maar in januari 2013 lieten de Tunesische autoriteiten hem weer vrij vanwege gebrek aan bewijs. 
In juni 2014 arresteerden Amerikaanse speciale eenheden in samenwerking met de FBI Abu Khatallah in Libië.  Er liep al enige tijd een geheim arrestatiebevel van de V.S. wegens zijn rol in de aanslag.

### Politieke reacties in de Verenigde Staten
Aanvankelijk was de verklaring van de Amerikaanse regering dat de aanval voortkwam uit een uit de hand gelopen protest tegen de anti-moslimfilm Innocence of Muslims, maar later werd duidelijk dat het om een gecoördineerde actie ging. In aanloop naar de Amerikaanse presidentsverkiezingen speelde de aanval ook een belangrijke rol. De Republikeinen bekritiseerden president Obama en vroegen zich openlijk af of er wel genoeg militaire steun en andere steun was. De Republikeinse presidentskandidaat Mitt Romney noemde de aanval een voorbeeld van Obama’s zwakke leiderschap overzee. Minister van Buitenlandse Zaken Hillary Clinton verklaarde dat zij de volle verantwoordelijkheid voor de aanval op zich nam.
Hillary Clinton had ook erg last van het incident tijdens haar gooi naar het presidentschap in 2016. De Republikeinse partij probeerde politieke munt te slaan uit haar betrokkenheid en bracht de kwestie continu voor het voetlicht. Uit een onderzoek naar het handelen van Clinton kwam naar voren dat zij via haar privémail overheidszaken afhandelde. Dit feit droeg sterk bij aan haar verkiezingsnederlaag.
Een onafhankelijke onderzoekscommissie oordeelde achteraf dat het Amerikaanse ministerie van Buitenlandse Zaken tekort was geschoten bij het waarborgen van de veiligheid van het Amerikaanse consulaat. Volgens de commissie negeerden functionarissen van Buitenlandse Zaken verzoeken uit Libië voor meer bewakers en betere veiligheidsmaatregelen. De onderzoekscommissie nam Buitenlandse Zaken bovendien kwalijk dat veiligheidsprocedures niet werden aangepast aan de verslechterende veiligheidssituatie in het land.

### Reactie Libische regering
De Libische regering veroordeelde de aanslag. In zowel Tripoli als Benghazi waren er de dag na de aanval demonstraties waarbij tegen de moord op de ambassadeur werd gedemonstreerd. De Libische regering gebruikte de aanslag ook om de wapens in beslag te nemen van de verschillende gewapende milities die waren ontstaan tijdens de opstand tegen het bewind van kolonel Moammar al-Qadhafi.

## Media
- 13 Hours: The Inside Account of What Really Happened in Benghazi, een boek uit 2014 van Mitchell Zuckoff dat de gebeurtenissen tijdens de aanval beschrijft vanuit het standpunt van zes aanwezige veiligheidsagenten.
- 13 Hours: The Secret Soldiers of Benghazi, een film uit 2016, gebaseerd op het bovengenoemde boek.